# نيل كيسي
نيل كيسي (بالإنجليزية: Neil Casey)‏ هو ممثل ومخرج وكاتب مسرحي وكوميدي وكاتب سيناريو أمريكي بدأ مسيرته الفنية سنة 2005.

## الأعمال

### أفلام
- صائدو الأشباح (2016)

### مسلسلات
- مدينة واسعة (2014)
- داخل ايمي شومر (2014)
- الدوري (2014)
- برنامج كرول (2015)
- نائبة الرئيس (2015)

## روابط خارجية
- نيل كيسي على موقع IMDb (الإنجليزية)
- نيل كيسي على موقع ألو سيني (الفرنسية)
- نيل كيسي على موقع ميوزك برينز (الإنجليزية)
- نيل كيسي على موقع أول موفي (الإنجليزية)
- نيل كيسي على موقع قاعدة بيانات الفيلم (الإنجليزية)